# Doloclanes muoiba
Doloclanes muoiba är en nattsländeart som beskrevs av Malicky 1995. Doloclanes muoiba ingår i släktet Doloclanes och familjen stengömmenattsländor. Inga underarter finns listade i Catalogue of Life.